# Convênio da Louça
O Convênio da Louça foi a denominação dada a reunião entre os fabricantes de louças brancas de São Paulo, ocorrida nos anos de 1930, com o objetivo de padronizar preços, dimensões e classificação das louças nacionais.

## História
Nos anos de 1930, com o crescente consumo de louças no Brasil, verificou-se que, mesmo com a fabricação no país, as louças vindas do exterior possuíam um custo menor na fabricação e consequentemente, um preço de venda mais baixo, ocasionando uma concorrência brutal com o produto nacional. Os fabricantes de louças brancas de São Paulo se reuniram e formaram o Convênio da Louça, com o propósito de padronizar a produção, classificação e preço das louças nacionais, acreditando que com a normalização, a concorrência com os produtos de louça estrangeira seriam melhores.

## Ata do Convênio
Foi estabelecido que todos os fabricantes de louça do Brasil precisavam ser registrados. Os preços e a fabricação passariam a ser regulados e padronizados. As denominações e dimensões das peças de louça, também passariam a ser padronizadas.
Ficou estabelecido que haveria duas classificações para as louças: Tipo Único e Tipo Popular.
- Tipo único - Antigas louças 1ª classe (perfeitas ou com defeitos imperceptíveis).
- Tipo popular - Antigas louças 2ª classe (defeituosas) e 3ª classe (boas).

Os preços foram tabelados baseados no preço da louça branca, que seria fixa.
- Louça branca - preço fixo.
- Louça baixo esmalte - adição de 20%.
- Louça sobre esmalte - adição de 50%.
- Louça com ouro - adição de 100%.